# بزرگراه ۶۰
بزرگراه ۶۰ یا بین‌ایالتی ۶۰ (به انگلیسی: Interstate 60) فیلمی محصول سال ۲۰۰۲ و به کارگردانی باب گیل است. در این فیلم بازیگرانی همچون جیمز مارسدن، گری اولدمن، ایمی اسمارت، کریستوفر لوید، ایمی جو جانسون، آن مارگرت، آرت ایوانز، کریس کوپر، کرت راسل، مایکل جی. فاکس، وین رابسن و ربکا جنکینز ایفای نقش کرده‌اند.